# Gà sao nhà

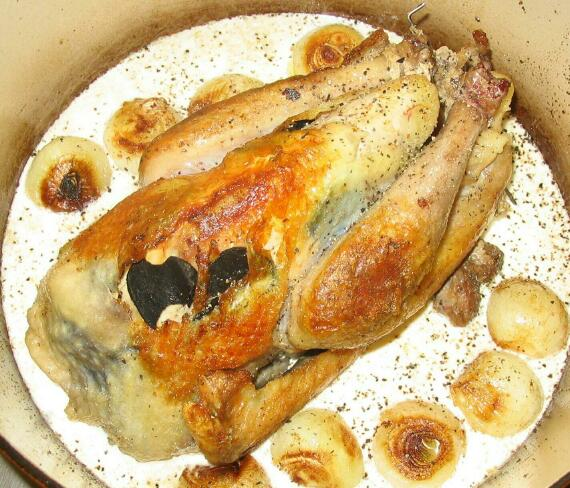
Thịt gà sao

Gà sao nhà hay gà sao nuôi là giống gia cầm được thuần hóa từ gà sao trong tự nhiên. Gà Sao nhà bắt nguồn từ gà rừng, theo cách phân loại gà sao thuộc lớp Aves, bộ Điểu cầm, họ Phasiani, giống Numidiae. Gà sao nhà đã được thuần hóa để lấy thịt và đây cũng là loại thịt được ưa chuộng trên thị trường với chất lượng thịt thơm ngon.

## Đặc điểm

### Mô tả
Các dòng gà sao có ngoại hình đồng nhất. Lúc 1 ngày tuổi gà Sao có bộ lông màu cánh sẻ, có những đường kẻ sọc chạy dài từ đầu đến cuối thân. Mỏ và chân màu hồng, chân có 4 ngón và có hai hàng vẩy. Giai đoạn trưởng thành gà sao có bộ lông màu xám đen, trên phiến lông điểm nhiều những nốt chấm trắng tròn nhỏ. Thân gà có hình thoi, lưng hơi gù, đuôi cúp. Đầu không có mào mà thay vào đó là mấu sừng, mấu sừng này tăng sinh qua các tuần tuổi, ở giai đoạn trưởng thành, mấu sừng cao khoảng 1,5–2 cm.
Mào tích của gà sao màu trắng hồng và có hai loại gồm một loại hình lá dẹt áp sát vào cổ, còn một loại hình lá hoa đá rủ xuống. Da mặt và cổ gà Sao không có lông, lớp da trần này có màu xanh da trời, dưới cổ có yếm thịt mỏng. Chân gà sao khô, đặc biệt con gà trống không có cựa. Thịt thơm và ngon hơn so với gà truyền thống, ăn ngon và ngọt thịt hơn do nguồn gốc nó từ gà rừng.
Gà sao rất khó phân biệt trống mái. Từ nhỏ cho tới lúc trưởng thành, chúng giống hệt nhau về ngoại hình. Nhìn vào một đàn gà sao, khó có thể phân biệt được con trống và con mái. Chúng chỉ khác nhau ở tiếng kêu khi con trống kêu 1 tiếng, con mái kêu 2 tiếng. Ở lúc ngày tuổi phân biệt trống mái qua lỗ huyệt không chính xác như các giống gà bình thường. Đến giai đoạn trưởng thành con trống và con mái cũng hoàn toàn giống nhau.
Phân biệt được giới tính của gà sao căn cứ vào sự khác nhau trong tiếng kêu của từng cá thể. Con mái kêu 2 tiếng còn con trống kêu 1 tiếng, nhưng khi hoảng loạn hay vì một lý do nào đó thì cả con trống và con mái đều kêu 1 tiếng nhưng không bao giờ con trống kêu được 2 tiếng như con mái. Có thể nghe thấy tiếng kêu của gà khi được 6 tuần tuổi. Căn cứ mũ sừng, mào tích, nhưng để chính xác khi chọn giống người ta phân biệt qua lỗ huyệt khi gà đến giai đoạn trưởng thành.

### Sức khỏe
Gà sao nhà là loại gia cầm có nhiều ưu điểm như sức sống cao, ít bệnh tật, hao hụt không đáng kể, với tỉ lệ sống bình quân đạt 95,6%. Gà sao có sức đề kháng cao, thích nghi rộng với nhiều vùng sinh thái và là loài dễ nuôi, có thể nuôi nhốt hoặc nuôi thả vườn. Tuy có sự khác biệt giữa các dòng, trong đó cao nhất (98%) và thấp nhất (92%), nhìn chung thì tỷ lệ sống của gà sao cao hơn so với các giống gà thả vườn. Tuy sức đề kháng mạnh, nhưng nếu không phòng và chăm sóc kỹ thì gà sao vẫn bị một số bệnh, trong đó đáng chú ý nhất là bệnh nấm mỏ két, dù có điều trị tốt thì tỉ lệ khỏi cũng không quá 10%.

## Tập tính

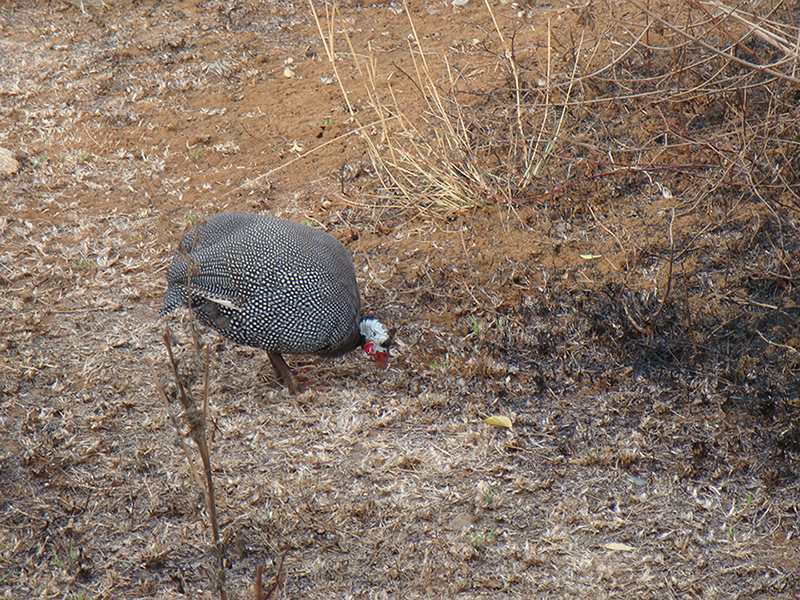
Một con gà sao đang kiếm ăn

Gà sao tuy là loài đã được thuần hóa và nuôi nhốt nhưng nó vẫn còn giữ lại một số bản năng hoang dã đặc biệt là việc chúng nhút nhát, dễ sợ hãi, hay cảnh giác và bay giỏi như chim, khi bay luôn phát ra tiếng kêu khác biệt, ngoài ra chúng sống ồn ào và hiếm khi ngừng tiếng kêu. Bản tính hoang dã của gà sao rất lớn vì thế muốn giữ chân gà thì cho ăn đúng giờ Gà sao có tập tính bầy đàn cao, ban đêm, chúng ngủ thành từng bầy. Trong hoang dã gà sao tìm kiếm thức ăn trên mặt đất, chủ yếu là côn trùng và những mẩu thực vật. Việc cung cấp thức ăn vào cuối ngày là cần thiết, vừa để cho gà không bị đói vào ban đêm, lại còn kích thích sự thèm ăn và tính ngon miệng vào ban ngày.

### Mổ
Thông thường chúng di chuyển theo đàn khoảng 20 con. Về mùa đông, chúng sống từng đôi trống mái trong tổ trước khi nhập đàn vào những tháng ấm năm sau. Do quá linh hoạt mà gà Sao rất ít mổ cắn nhau. Tuy nhiên chúng lại rất thích và hay mổ những vật lạ chẳng hạn như những sợi dây nylon, que nhỏ, cát, đá nhỏ, đinh con, sợi dây tải, hay những chiếc que nhỏ trong chuồng, thậm chí cả nền chuồng, tường chuồng cho nên rất dễ tổn thương đến niêm mạc miệng.

### Nhạy cảm
Gà sao rất nhút nhát, dễ sợ hãi, dễ hoảng loạn, hay cảnh giác, và rất nhạy cảm với những tiếng động như mưa, gió, sấm, chớp, tiếng cành cây gãy, tiếng rơi vỡ của đồ vật. Hễ có tiếng động mạnh hoặc người lạ xuất hiện là chúng bỏ chạy hỗn loạn, vừa chạy vừa kêu rất lớn. Gà sao khi còn nhỏ rất sợ bóng tối, những lúc mất điện chúng thường chồng đống lên nhau đến khi có điện gà mới trở lại hoạt động bình thường. Ban đêm chúng càng cảnh giác. Nếu không có đèn là nhiều khi có một tín hiệu lạ là chúng hét lên và chạy chồng đống lên nhau.

### Vận động
Gà sao rất thích vận động vì gà sao thuộc loài ưa hoạt động, ban ngày hầu như chúng không ngủ, trừ giai đoạn gà con. Nó vận động liên tục và luôn luôn kêu. Gà bay giỏi, chúng có thể bay cao trung bình lên tới 10m, khả năng bay giỏi như chim, với độ cao cách mặt đất từ 6-12m nhất là khi hoảng loạn, chúng bay khoẻ nhất. Chúng biết bay từ sáng sớm, 2 tuần tuổi gà sao đã có thể bay. Gà có đặc tính thích kêu, chúng rất ồn ào, không ngủ ban ngày như các loài gà khác. Gà sao rất thích tắm nắng, chúng thường kéo ra tắm nắng. Khi tắm nắng mỗi con gà thường bới một hố cát thật sâu rồi rúc mình mình xuống hố vào đó. Chúng vùi cát lên người, cọ lông vào cát rồi nằm phơi nắng.

### Sinh sản
Chúng không bộc lộ tập tính sinh dục rõ ràng ngay cả người chăn nuôi hàng ngày cũng khó phát hiện thấy. Gà Sao mái thì đẻ trứng tập trung, khi đẻ trứng xong không cục tác mà lặng lẽ đi ra khỏi ổ. Gà Sao mái có thể đẻ 20-30 trứng và làm ổ đẻ trên mặt đất, sau đó tự ấp trứng. Gà Sao mái nuôi con không giỏi và thường bỏ lạc đàn con khi dẫn con đi vào những đám cỏ cao, trong tự nhiên, gà Sao mẹ thường đánh mất 75% đàn con của nó. Gà sao đẻ ít trứng hơn gà khác. Mỗi năm nó đẻ chừng 80-100 quả. Gà có thể tự ấp nhưng nuôi con kém. Trứng được thu 3-4 lần trong ngày, để tránh bị dập vỡ và bẩn.